# Museu J. Paul Getty

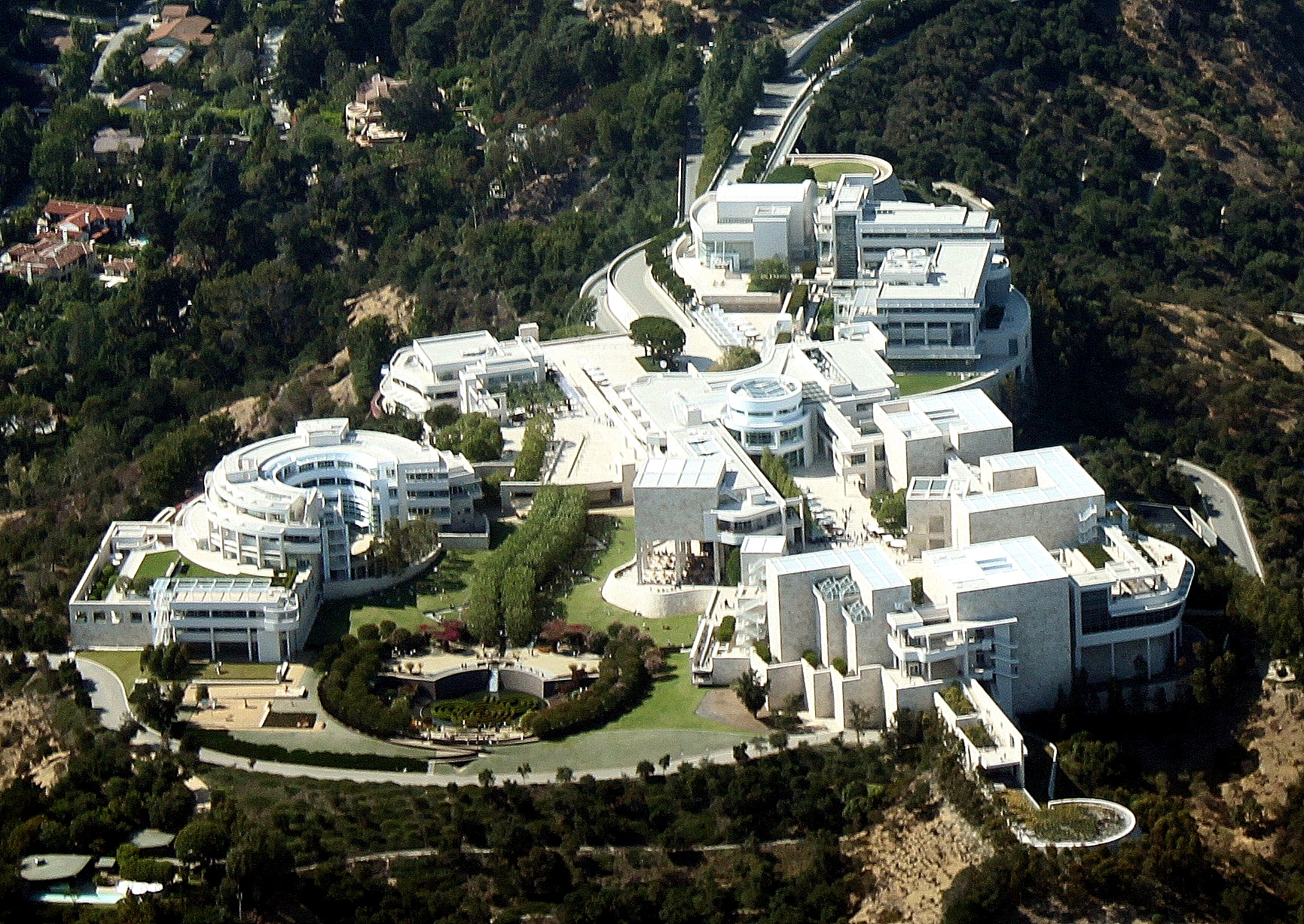
Foto aérea do Museu J. Paul Getty

O J. Paul Getty Museum, conhecido comumente como The Getty, é um museu de arte cujas instalações estão sediadas na Califórnia, Estados Unidos. A instituição mantém seu extenso acervo em duas sedes distintas: o Getty Center e a Getty Villa. No ano de 2016, as duas instalações do museu receberam mais de 2 milhões de visitantes coletivamente, sendo umas das mais prestigiosas instituições de arte dos Estados Unidos.
O primeiro e maior museu, conhecido como Getty Center, localiza-se na região de Brentwood, subúrbio de Los Angeles, em uma colina na encosta da Serra de Santa Mônica. O museu abriga principalmente pinturas, esculturas e manuscritos de artistas europeus. A Getty Villa, localizada na região central de Malibu, abriga a coleção de arte clássica da instituição.